# Плотина Тэкэзэ
Плотина Тэкэзэ — арочная плотина с двойной кривизной, расположенная на границе провинций Амхара и Тыграй в Эфиопии. Она расположена на реке Тэкэзе, притоке Нила, которая протекает через один из самых глубоких каньонов в мире.

## Обзор
Контракт на строительство плотины Тэкэзе был заключен с компанией CWGS. Гидроэнергетический проект был завершен в феврале 2009 года. Его окончательная стоимость составила 360 миллионов долларов, что на 136 миллионов долларов превышало заложенный бюджет. Дамба стала крупнейшим общественным проектом в Эфиопии. Плотина помогла сократить дефицит электроэнергии, поскольку спрос на электроэнергию в Эфиопии увеличивается.
На момент завершения строительства плотина Тэкэзе имела длину 188 метров (617 футов) и была крупнейшей в Африке арочной плотиной с двойной кривизной.

## Электростанция Тэкэзе
Электростанция оснащена четырьмя турбинами мощностью 75 МВт (101 000 л. с.), которые вырабатывают 300 МВт (400 000 л. с.) электроэнергии. Линия электропередачи протяженностью 105 километров (65 миль) соединяет её с национальной сетью в Мэкэле.